# Жорж Бізе
Жорж Бізе́ (фр. Alexandre-César-Léopold Bizet, при хрещені дано ім'я Жорж, 25 жовтня, 1838 — 3 червня, 1875) — французький композитор, диригент, піаніст епохи романтизму. Він є автором понад 120 музичних творів.

## Життєпис

### Ранні роки
Народився в Парижі 25 жовтня 1838 року. Батько був перукарем і сам виготовляв перуки, що не заважало йому займатися також співом. Мати походила зі збіднілої буржуазної родини, добре грала на фортепіано, мріяла повернутися до забезпеченого і привілейованого стану. Вона зналася на музиці і заохочувала сина до музики. У цьому вбачають і прагнення матері до прищеплення сину шляхетності й до її прагнення через успішну майбутню кар'єру сина повернути собі втрачений соціальний статус. Мати вклала багато зусиль у виховання сина, з яким пов'язувала всі свої надії. Малий Жорж охоче опановував музичну грамоту і виділявся здібностями. Він досить легко склав іспити і в 10 років став студентом Паризької консерваторії з правом безкоштовного навчання.

## Італійський період

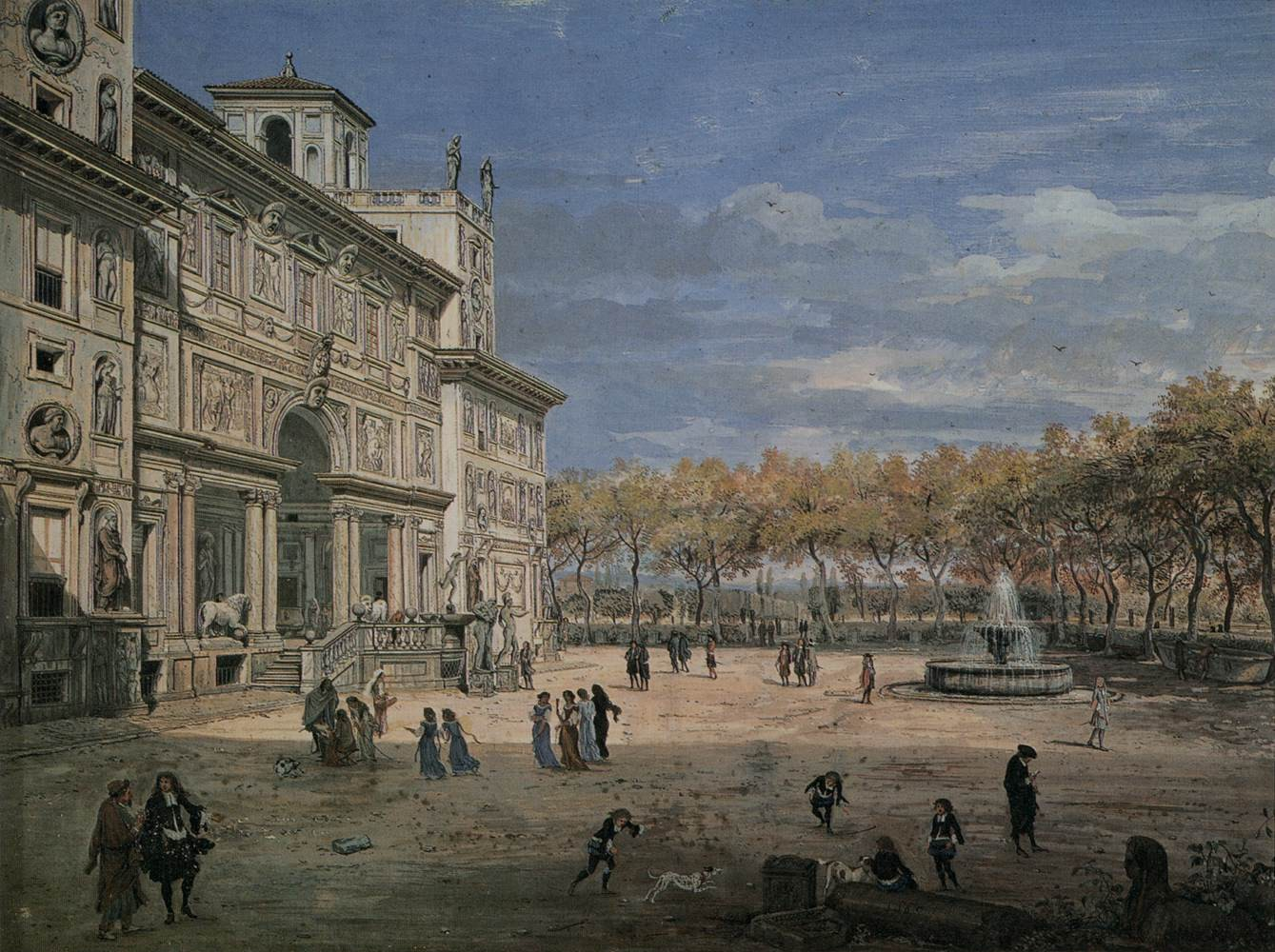
Худ. Каспар ван Віттель. «Вілла Медичі в Римі». Садовий фасад на 1685 рік.

1857 року закінчив Паризьку консерваторію, де вчився в Антуана Мармонтеля (фортепіано), Сезара Франко (орган), П'єра Ціммермана, Шарля Гуно (контрапункт і фуга), Фроманталя Галеві (композиція). Брав участь у конкурсах. Серед ранніх творів — кантата «Кловіс і Клотильда», опера «Диво-лікар». Участь у конкурсі від Французької академії принесла молодому композиторові Римську премію і право на навчання в Італії.
Жорж із захопленням описав навіть власний шлях до Італії, тому що він пролягав через південь Франції з пам'ятками давньоримських споруд. У Римі мешкав у гуртожитку, який розміщувався у приміщенні вілли Медічі, що належить Французькій академії (поряд з церквою Санта Триніта деї Монті і Іспанськими сходами). У листах до матері він, зокрема, писав: «Я непогано використав цей рік. Прочитав більш як п'ятдесят хороших книг як з історії, так і з літератури; мандрував, познайомився з історією мистецтва, почав трохи розумітися в живопису та скульптурі».
У 1858—1860 роках жив в Італії. Свій час Жорж Бізе розподіляв між бібліотекою вілли Медичі і коханням. У Венеції його чекала звістка про тяжку хворобу матері. Мати померла 1861 року в 45-річному віці, коли Жоржу Бізе було лише 23 роки.
Спілкування зі співвітчизниками-художниками зумовило й створення його перших портретів римського періоду. Серед збережених — портрет роботи художника Сильє.

## У Парижі
Блискучий піаніст Ж. Бізе відмовився від концертної діяльності, цілковито присвятивши себе композиції. Вже перший великий твір Бізе — симфонія C-dur (1855, опублікована в 1935 році) свідчить про самобутнє дарування композитора. У ній майстерно поєднуються класичні засади із французькою народною піснею. 1860-і рр. для Бізе — час творчого становлення. Він написав ліричні опери «Шукачі перлів» (1863) і «Пертська красуня» (за романом Вальтера Скотта, 1866). Обидві опери не мали успіху. Спробою відобразити сюжет з російської історії стала опера «Іван Грозний» (1865), поставлена в Парижі у 1951 році.

## У часи Паризької Комуни

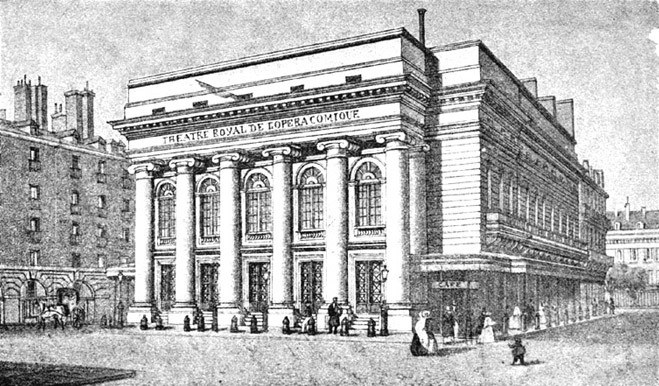
Театр Опера Комік в Парижі.

Бізе взяв активну участь у подіях франко-прусської війни (1870-71). Наприкінці серпня 1870 року він вступив у національну гвардію і захищав Париж, коли прусські війська оточили місто. І коли весною 1871 року в Парижі вибухнуло пролетарське повстання, Паризька Комуна, Бізе його категорично не сприйняв.
У період творчої зрілості (70-і роки) Бізе створив одноактну оперу «Джаміле» (за поемою «Намуна» Альфреда Мюссе, 1871) та музику до драми Альфонса Доде «Арлезіанка» (1872). Опанувавши ритмоінтонаційні особливості народних наспівів, майже не вдаючись до цитат, Бізе відтворив у цьому творі характер народної музики Провансу. Дуже популярними є дві оркестрові сюїти з музики до «Арлезіанки» (перша створена автором, виконана 1872 році; друга — композитором Е. Жиро, виконана 1885 р.).

## Епопея з оперою «Кармен»

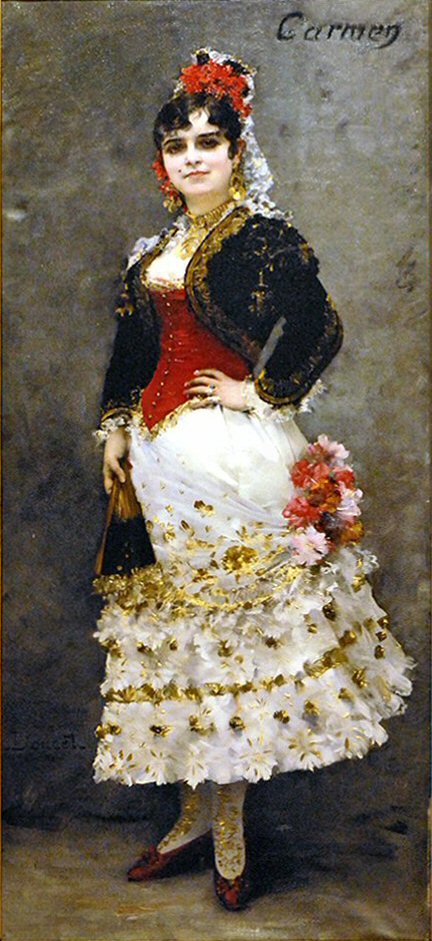
Худ. Анрі Люсьєн Дюсе. «Селестина Галлі-Мар'є, перша виконавиця ролі Кармен», Музей в Марселі.

Прагнення композитора до демократизації оперного мистецтва, бажання позбутися театральних штампів та умовностей дістали своє яскраве вираження в опері «Кармен» (за новелою Проспера Меріме, 1874). Лібрето опери створили Людовік Галеві, двоюрідний брат дружини Жоржа Бізе, з якою він одружився 1869 року, та Анрі Мельяк. Більша частина музики була написана за два місяці в передмісті Парижа Буживалі, де сім'я мала дачний будинок.
Головну роль доручили співачці Селестині Галлі-Мар'є. Вона не була задоволена хабанерою і композитор неодноразово переробляв її. Жорж Бізе ніколи не був у Іспанії, тому використав іспанську танцювальну музику та їй подібні теми. Тему хабанери він «запозичив» з твору іспанського композитора Себастьяна Іроде, що було тоді розповсюдженою практикою. Але зробив з неї музичний твір, що має самостійну вартість.
Опера написана на замовлення керівництва театру Опера Комік. Невеличкий театр обслуговував тоді театральні потреби добропорядної заможної публіки. До того ж театр став місцем неофіційних зустрічей батьків, що шукали забезпечених наречених для власних доньок. Відповідно до смаків тогочасної публіки, герої повинні мати шляхетне походження, шляхетно поводитись, красиво страждати, вони могли померти тільки заради значної мети.
Вперше на французькій оперній сцені виступили представники «нижчих класів» — робітниця сигарної фабрики і солдат. Правдиво розкриті переживання і пристрасті людей низького, нешляхетного походження. В опері втілений іспанський національний музичний колорит, багатоплановість і розмаїття народних сцен, напружений хід драматичних подій. На прем'єрі в театрі Опера комік (1875) «Кармен» була сприйнята несхвально. Публіка не побачила ані шляхетних персонажів, ані шляхетних стосунків між закоханими. Несприйняття нової опери і обурення публіки підтримала й тогочасна преса. Газети друкували статті, де оперу обзивали «соціальним сміттєзвалищем». Дикувата циганка і солдат, поведінка яких на межі патології, не могли навчити шляхетності доньок з добропорядних родин. До того ж, неодружена ще Кармен гине заради свободи власних почуттів.
Успіх опері принесла постановка восени того ж року у Відні в редакції Ернеста Гіро (розмовні діалоги замінені речитативами, в четвертий акт включені балетні сцени на музику з «Пертської красуні» й «Арлезіанки»). «Кармен» стала однією із найпопулярніших опер у світі, про яку Петро Чайковський писав у 1880 році, що «це в повному розумінні слова шедевр».
В опері дана яскрава музична характеристика головних персонажів, їхні індивідуальні риси показані в процесі активного зіткнення основних сюжетних ліній. Музика «Кармен» сповнена іспанського народного колориту, позначена мелодійним багатством, вогненною динамікою ритмів, яскравою самобутністю гармонічних засобів. 

## Смерть

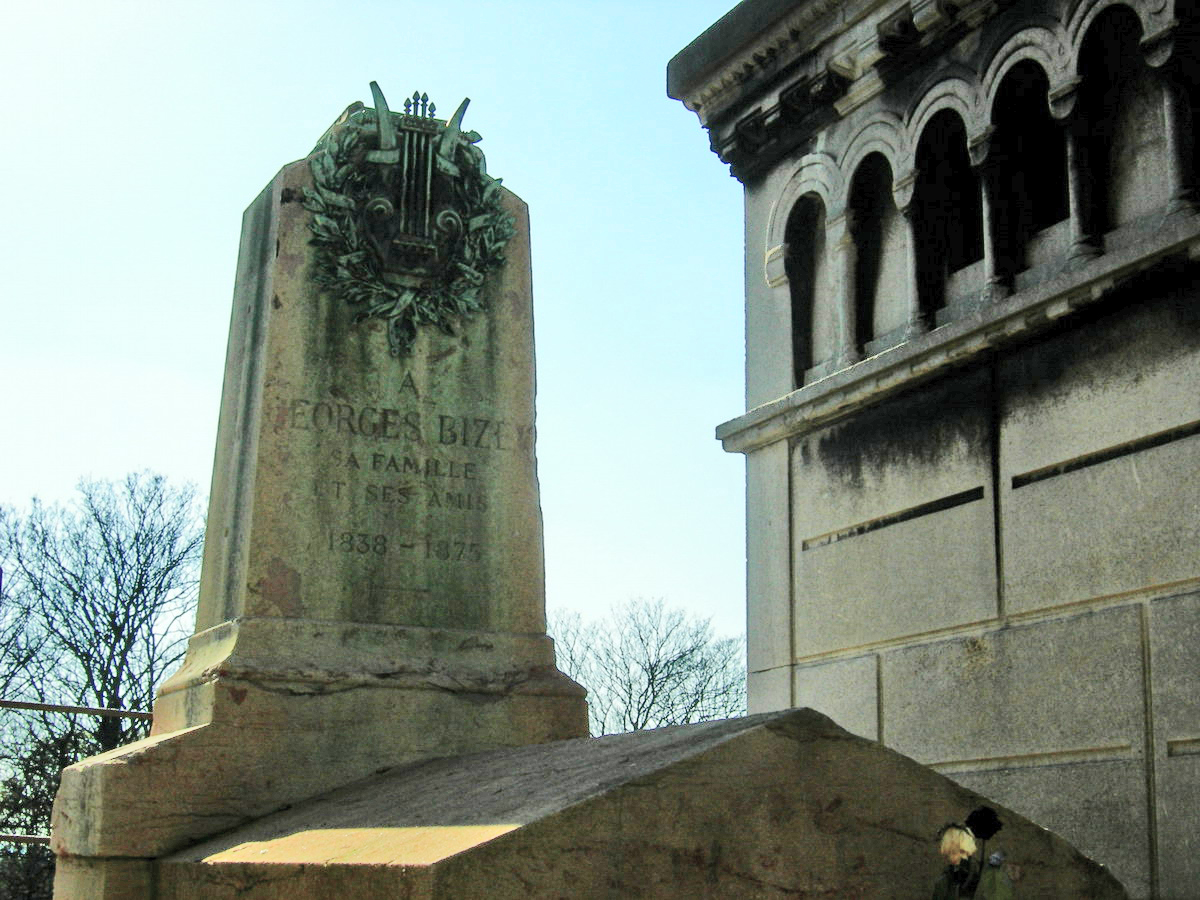
Надгробок композитора, цвинтар Пер-Лашез в Парижі

Фактичний провал останнього зі своїх творів композитор переживав у Буживалі. Одного дня він купався в холодній воді Сени і після цього захворів на гнійну ангіну. Стан хворого швидко гіршав і 2 червня він знепритомнів. 3 червня 1875 року композитор помер. Поховання відбулося на цвинтарі Пер-Лашез.

## Найважливіші твори
Опери та оперети
- «Священниця» (La prêtresse), оперета (1854)
- «Диво-лікар» (Le docteur Miracle), опера буф (1857)
- «Дон Прокопіо» (Don Procopio), опера буф (1859)
- «Шукачі перлин» (Les pêcheurs de perles), опера (1863)
- «Іван IV», велика опера (незакінчена)
- «Пертська красуня» (La jolie fille de Perth), опера (1867)
- «Нума», опера (1871)
- «Арлезіанка» (L'Arlésienne), 'музика до вистави' (1872)
- «Джаміле» (Djamileh), одноактна опера (1872)
- «Кармен», опера (1875)

Симфонічна музика
- Симфонія № 1 C-dur (1855)
- Симфонія № 2 «Рим» (знищена автором)
- Сюїта «Арлезіанка» (з музики Бізе до вистави Арлезіанка,1872)
- Сюїта з опери «Кармен»

Інше
- хори з оркестром і a cappella;
- п'єси для фортепіано,
- фортепіанні дуети;
- романси, пісні;